# Municipio de Osage (condado de Vernon)
El municipio de Osage (en inglés: Osage Township) es un municipio ubicado en el condado de Vernon en el estado estadounidense de Misuri. En el año 2010 tenía una población de 295 habitantes y una densidad poblacional de 2,39 personas por km².

## Geografía
El municipio de Osage se encuentra ubicado en las coordenadas 37°59′14″N 94°20′36″O / 37.98722, -94.34333. Según la Oficina del Censo de los Estados Unidos, el municipio tiene una superficie total de 123.32 km², de la cual 119,25 km² corresponden a tierra firme y (3,31 %) 4,08 km² es agua.

## Demografía
Según el censo de 2010, había 295 personas residiendo en el municipio de Osage. La densidad de población era de 2,39 hab./km². De los 295 habitantes, el municipio de Osage estaba compuesto por el 97,29 % blancos, el 0,34 % eran afroamericanos, el 1,02 % eran amerindios y el 1,36 % eran de una mezcla de razas. Del total de la población el 0,34 % eran hispanos o latinos de cualquier raza.